# Radiolaria
Radiolaria sau Radiozoa, este o cladă de protozoare, ce au o cochilie de natură silicioasă, străbătută de perforații și spicule ca niște raze. Radiolarii au dat naștere unei roci numită radiolarit.
Radiolarii se disting prin segregarea anatomiei lor delicate într-o capsulă centrală, ce cuprinde endoplasmul, și ectoplasmul înconjurător; au schelet silicios majoritatea speciilor. Capsula este închisă intr-o membrană și conține nucleul, mitocondriile, aparatul Golgi, vacuolele, lipidele și rezervele de hrană. Reproducerea, respirația și sinteza biochimică sunt îndeplinite de acea capsulă centrală. Radiolarii fac parte din planctonul marin; nutriția lor constă într-o mare varietate de zooplancton, dar și unele specii de fitoplancton, precum diatomeele, cocolitoforele și dinoflagelatele. Pot consuma, de asemenea, bacterii sau grohotiș organic. Înmulțirea lor este puțin documentată; au fost raportate fisiunea binară, fisiunea multiplă și înmugurirea.